# Gouvernement Sonnino I
Royaume d'Italie
Fortis II Giolitti III
Le gouvernement Sonnino I (Governo Sonnino I, en italien) est le gouvernement du royaume d'Italie entre le 8 février 1906 et le 29 mai 1906, durant la XXIIe législature.

## Composition
Composition du gouvernement
- Droite historique

### Président du conseil des ministres
Sidney Sonnino